# 松永真理子
松永 真理子（まつなが まりこ、1972年7月2日 -）は福岡県出身の日本の柔道家。現役時代は56kg級の選手。

## 人物
柳川高校1年の時に金鷲旗の女子個人戦無差別で56㎏級の選手ながら決勝まで進むと、早良高校2年の城島直美を判定で破って優勝した。2年の時には金鷲旗の個人戦無差別でベスト16にとどまるも、強化選手選考会では決勝で筑波大学2年の土川美和子に敗れるが2位となった。全国高校選手権では61㎏級に出場して3位に入った。3年の時にはこの年に新設された金鷲旗の女子団体戦で、2年生の国吉真子や1年生の佐野奈津子とともに活躍して初代チャンピオンとなった。同じく新設されたインターハイ女子団体戦でも決勝まで進み夙川学院高校と対戦すると、藤原孝子に横四方固で敗れるものの、佐野が須磨谷真住を上四方固で破り代表戦となるも、佐野が吉田早希との1年生同士の対決に判定で敗れて2位にとどまった。強化選手選考会の56㎏級では決勝で夙川学院高校2年の藤原を効果で破ってシニアの全国大会初優勝を飾った。続く福岡国際では2回戦で敗れた。1991年に高校を卒業すると、警視庁に入庁した。

## 主な戦績
- 1988年　- 金鷲旗　個人戦無差別　優勝
- 1989年　- 強化選手選考会　2位
- 1990年　- 全国高校選手権　3位(61㎏級)
- 1990年　- 金鷲旗　団体戦　優勝
- 1990年　- インターハイ　団体戦　2位
- 1990年　- 強化選手選考会　優勝

（出典、JudoInside.com）